# خانه داروغه
خانه داروغه مربوط به دوره قاجار است و در مشهد، خیابان نواب صفوی، راسته حوض مسگران، کوچه داروغه واقع شده و این اثر در تاریخ ۷ مهر ۱۳۸۱ با شمارهٔ ثبت ۶۳۵۷ به‌عنوان یکی از آثار ملی ایران به ثبت رسیده است.
این اثر در اواخر دوره قاجار به دستور یوسف خان هراتی، آخرین داروغه مشهد در مساحت حدود یک هزار و ۱۰۰ مترمربع احداث گردید. تا سال‌های ۱۳۶۰ورثه مرحوم هراتی در این خانه سکونت داشتند. خانهٔ داروغه مشهد به لحاظ فرم و شکل معماری به شیوه مرسوم خانه‌های تاریخی ایران (سه طرف ساخت) بنا شده است و عناصر معماری آن، به ویژه طرح تراس پله‌های دوطرفه و تزئینات، نشان از الگوبرداری از طرح‌های معماری روسی دارد.
اصول درون‌گرایی در خانه داروغه مشهد:
یکی از اعتقادهای مردم ایران اهمیت به زندگی شخصی و حرمت آن ونیز عزت نفس ایرانیان بوده که این امر به گونه ای معماری را درون‌گرا ساخته است. درون‌گرایی یکی از اصول معماری ایرانی به‌شمار می‌رود که با توجه به شرایط به صورت‌های متنوعی قابل مشاهده است.
پنج مولفه درون‌گرایی در خانه داروغه: ۱_ایجاد سلسله مراتب ۲_ایجاد مرکزیت ۳_ایجاد خلوت ۴_نهی از اشراف ۵_ایجاد محرمیت
این بنای تاریخی در سال ۱۳۹۱ توسط شهرداری منطقه و شرکت عمران و مسکن‌سازان ثامن با اعتبار ۳۷ میلیارد ریال خریداری شده و مورد مرمت و بازسازی قرار گرفت؛ و در سال ۱۳۹۴ به بهره‌برداری رسید.

## نگارخانه

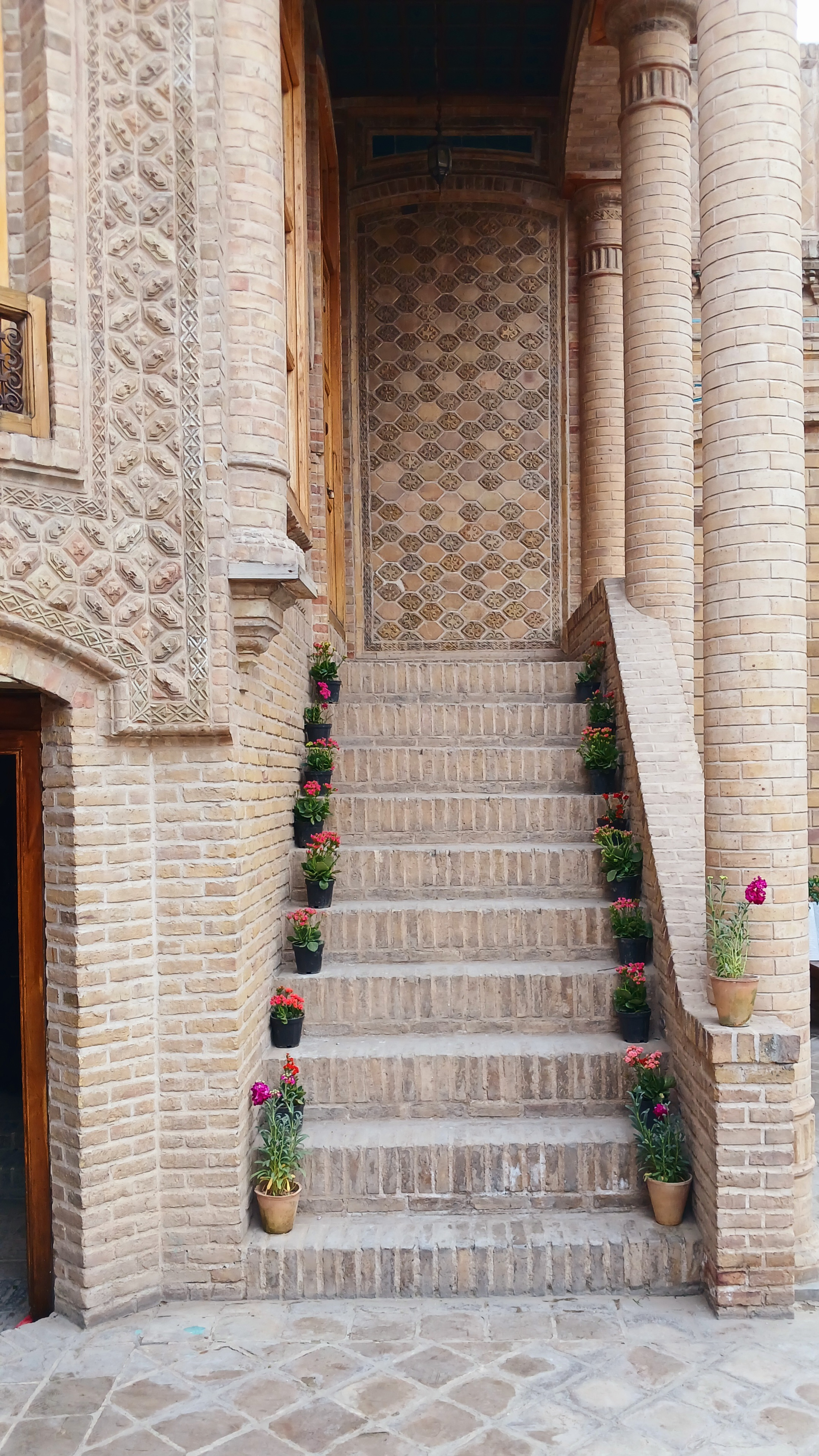
راه پلهٔ ضلع جنوبی بنا
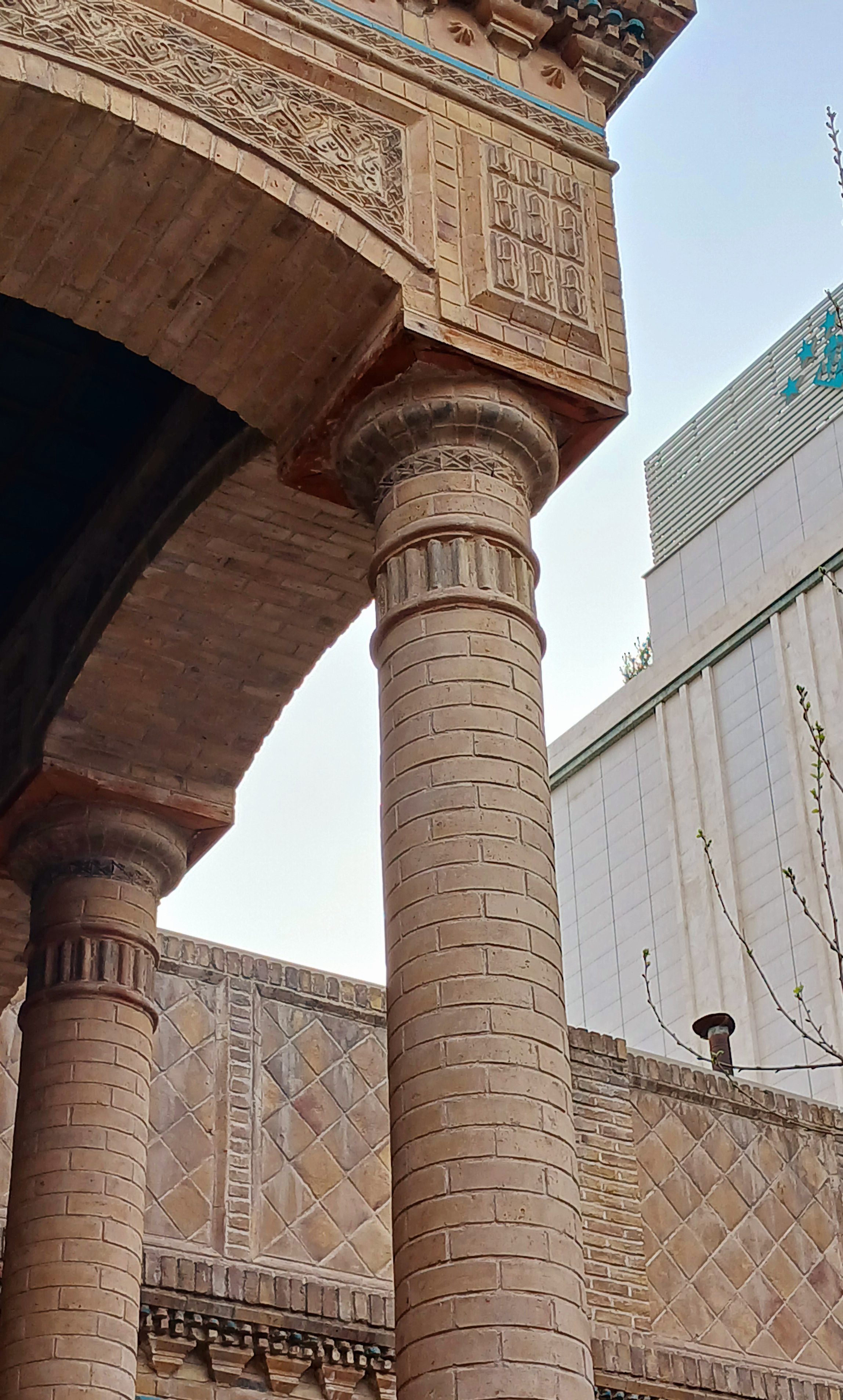
نمایی از شکل سرستون‌های به کار رفته در بنا
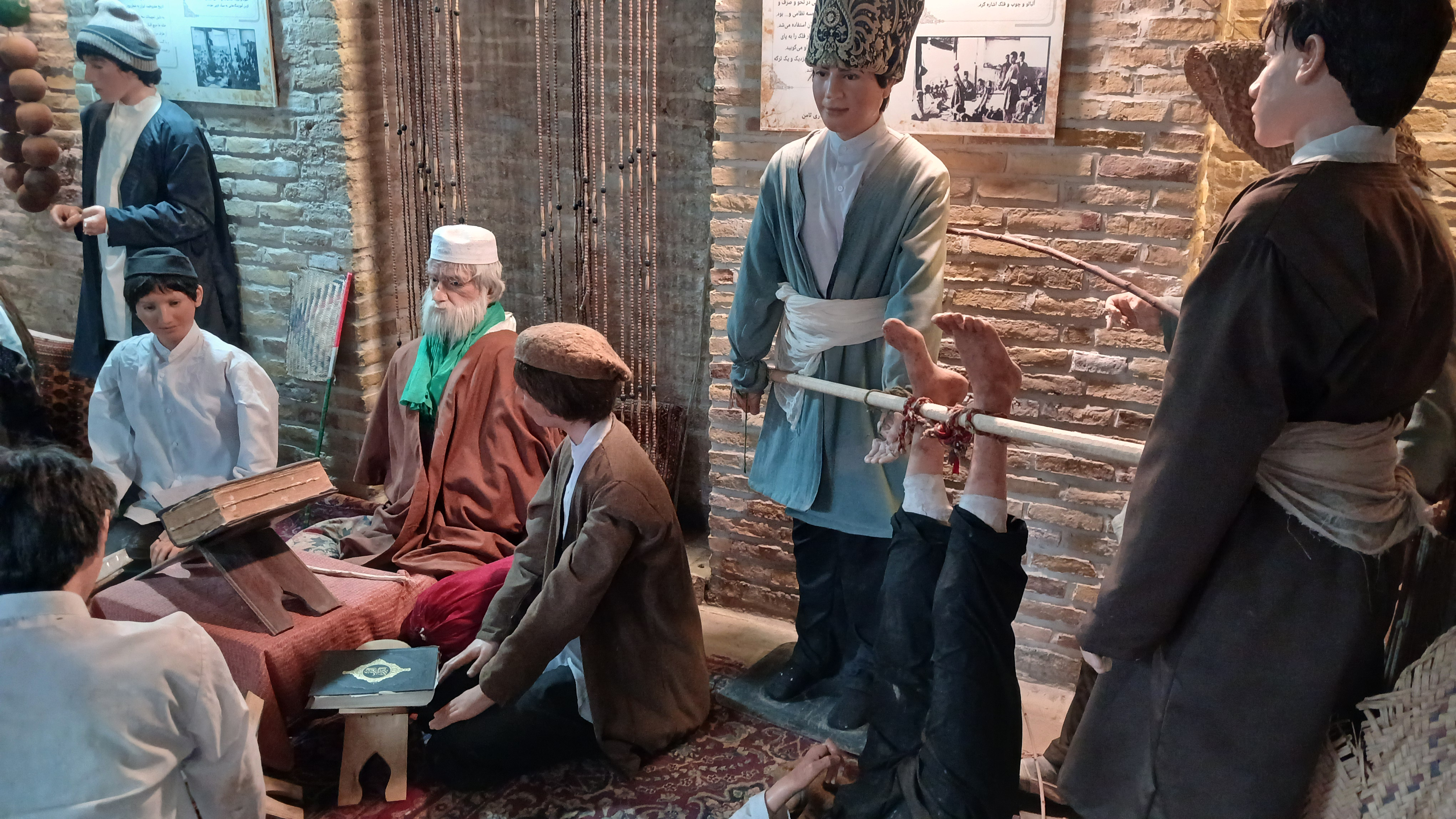
بخشی از موزهٔ درون بنا
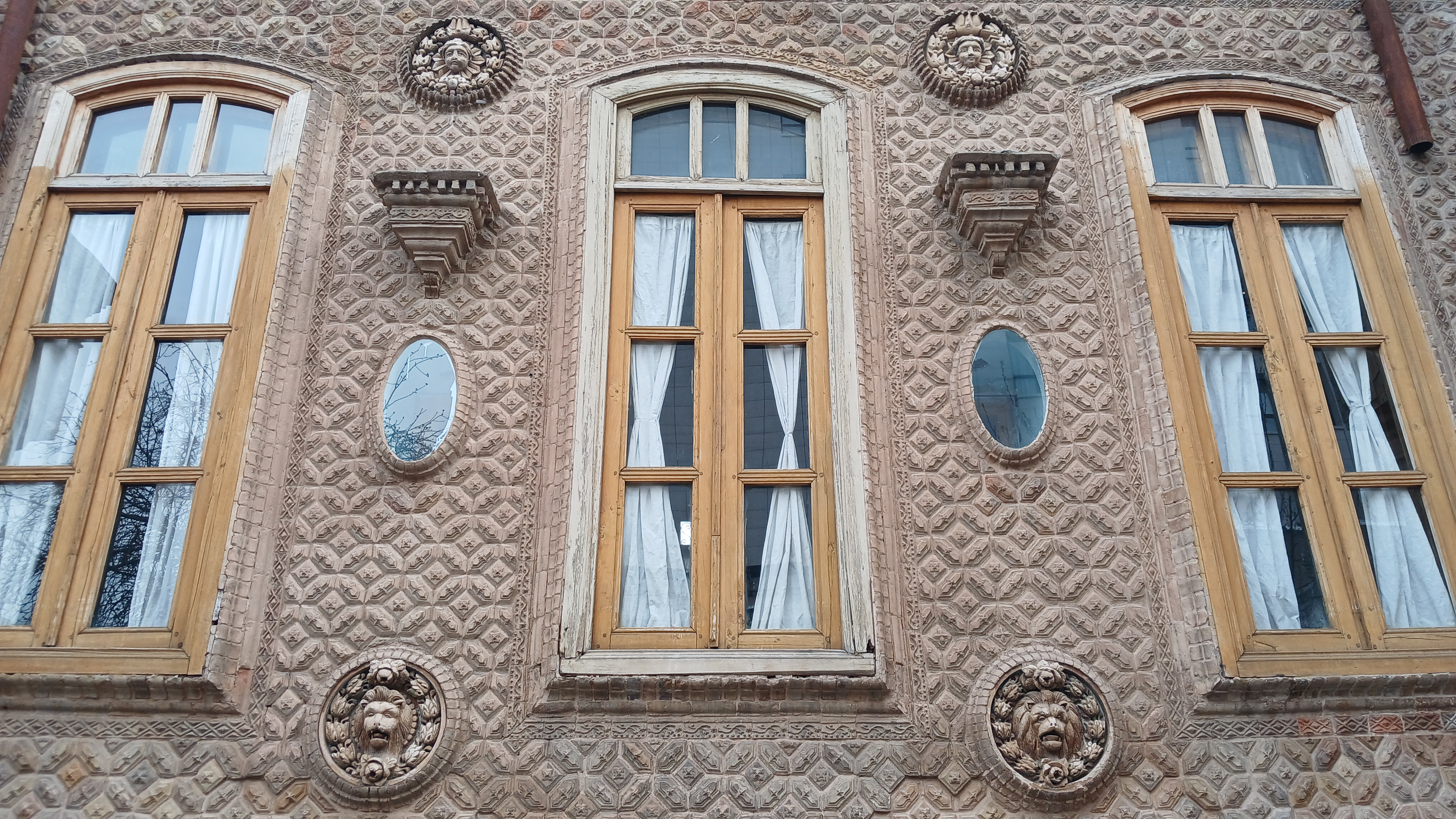
تصویری از نمای داخلی ضلع جنوبی بنا